# Недлер, Герман Павлович
Герман Павлович Недлер (нем. Hermann Friedrich Nädler; 1845 — 1917) — российский тифлопедагог, тайный советник.
Начал службу в 1870 году — преподавателем немецкого языка в Петербургском Мариинском институте. Когда в 1880 году открылось Петровское коммерческое училище, куда был приглашён Недлер, он оставил преподавание в младших классах Мариинского института и ему было предложено остаться в институте инспектором классов. В этой должности Недлер ввёл в программы преподаваемых наук методики таких педагогов, как З. Б. Вулих и И. Ф. Рашевский; ввёл в курс I класса начала логики, психологии и общей дидактики (то есть основы педагогики); в IV классе ввёл «упражнения в разговорах на французском»; взял на себя преподавание психологии. В 1877 году составил и опубликовал хрестоматию «Сборник замечательных произведений классической немецкой литературы в целости и в отрывках» (6-е издание 1901). В 1880—1884 годах Недлер издал «Методический курс немецкого языка, построенный на изучении и усвоении связного текста» (неоднократно переиздававшийся), а в 1885—1887 годах был издан составленный Недлером «Полный немецко-русский словарь» (СПб.: В. Эриксон и К°, 1885—1887). Одновременно в 1885—1886 гг. издавал «Немецкий журнал для русского юношества» (нем. Deutsche Zeitschrift für die Russische Jugend). В 1888 году он оставил должность инспектора Мариинского института.
Около 1880 года он был также «преподавателем в Педагогическом Курсе С.-Петербургских женских гимназий, а в 1885 году удостоился Высочайшей благодарности от Государыни Императрицы за свою полезную деятельность по наблюдению за учебно-воспитательной частью в училище Мариинского попечительства слепых». В это училище, по рекомендации Рашевского, в 1882 году Недлера пригласил его основатель К. К. Грот. С 1883 года связь Г. П. Недлера с училищем прекратилась по служебным обстоятельствам и возобновилась вновь в 1885 году, когда Грот предложил ему занять должность директора училища. Вопросы тифлопедагогики Недлер сначала изучил по имевшейся в его распоряжении литературе. В 1885 году он был направлен в командировку в Дрезденский королевский институт слепых и по возвращении приступил к заведованию Александро-Мариинским училищем слепых. К этому времени в училище обучалось уже 55 детей.
С 21 мая 1889 года он состоял в чине действительного статского советника. В 1910 году — тайный советник.
В училище Г. П. Недлер работал до своей смерти, последовавшей 2 февраля 1917 года.
Недлер был издателем и бессменным редактором журнала «Слепец». Он участвовал во многих международных конгрессах и съездах по делам слепых. Им был написан ряд книг о психологи незрячих, издан ряд брошюр по вопросам воспитания и обучения слепых.

## Семья
Жена — Пелагея Васильевна, урождённая Николаева. Жили они при училище слепых по адресу Песочная улица, 37. Их дети:
- Александр Германович Недлер (1866—?) — врач, в 1900 году окончил Императорскую Военно-морскую академию, участвовал в Русско-японской войне, после которой до 1931 года работал в Хабаровске, где был одним из ведущих городских медиков[8].
- Сергей Германович Недлер (1869—1943) — художник, в 1895 г. окончил Императорскую академию художеств, опубликовал учебное пособие «Популярное изложение законов перспективы» (1901), после революции эмигрировал в Эстонию и входил в число ведущих местных русских художников, преподавал в Ревельской русской гимназии[9].
- Владимир Германович Недлер (1874—1932) — военный, в 1894 г. окончил Михайловское артиллерийское училище, служил в Петербургской крепостной артиллерии, Кронверкском арсенале, Северо-Западной армии (полковник), затем в эмиграции во Франции[10].
- Герман Германович Недлер (1885—1940) — журналист, служил в императорском флоте (лейтенант, командир эсминца «Бойкий»), затем в морском министерстве правительства адмирала Колчака, возглавлял пресс-бюро Приамурского земского края, впоследствии в эмиграции в Шанхае, публиковался в местной русской прессе, в 1928 г. редактировал сатирический журнал «Москит: Жало жизни»[11].
- Константин Германович Недлер (ум. 1905), педагог, окончил Санкт-Петербургский университет, преподавал в различных петербургских учебных заведениях[12].
- Василий Германович Недлер
- Николай Германович Недлер